# فرايدا براون
فرايدا براون (بالإنجليزية: Frieda Brown)‏ هي ناشِطة أسترالية، ولدت في 3 يناير 1932.